# Bonney (Texas)
Bonney es una villa ubicada en el condado de Brazoria en el estado estadounidense de Texas. En el censo de 2010 tenía una población de 310 habitantes y una densidad poblacional de 72,94 personas por km².

## Geografía
Bonney se encuentra ubicada en las coordenadas 29°18′8″N 95°27′6″O / 29.30222, -95.45167. Según la Oficina del Censo de los Estados Unidos, Bonney tiene una superficie total de 4.25 km², de la cual 4.25 km² corresponden a tierra firme y (0%) 0 km² es agua.

## Demografía
Según el censo de 2010, había 310 personas residiendo en Bonney. La densidad de población era de 72,94 hab./km². De los 310 habitantes, Bonney estaba compuesto por el 75.16% blancos, el 9.03% eran afroamericanos, el 0.97% eran amerindios, el 3.23% eran asiáticos, el 0% eran isleños del Pacífico, el 10.32% eran de otras razas y el 1.29% pertenecían a dos o más razas. Del total de la población el 32.9% eran hispanos o latinos de cualquier raza.